# Володимирецька районна рада
Володимирецька районна рада — районна рада Володимирецького району Рівненської області. Адміністративний центр — смт Володимирець.

## Склад ради
Загальний склад ради: 34 депутати.

### Голова
Ковенько Василь Васильович — з 23 грудня 2010 року.